# Мерриам, Чарльз Эдвард
Чарльз Эдвард Мерриам младший (англ. Charles Edward Merriam Jr.; 15 ноября 1874, Hopkinton, Айова — 8 января 1953, Роквилл, Мэриленд) — американский политолог, один из основоположников бихевиоралистского подхода в политической науке и основатель Чикагской школы политологии.

## Биография
В 1925 году опубликовал статью Новые аспекты политики, в которой поставил задачу обновления политической науки при помощи использования продвинутых методов психологии и статистики. Мерриам предполагал исследовать политическое поведение на основе объективного научного наблюдения с возможностью применения методов измерения и вычисления. Мотивом предложенного обновления политологии служило стремление разработать научную основу социальной политики для избежания социальных конфликтов.
Эта статья положила начало бихевиористскому направлению в исследовании политических процессов.
На протяжении 17 лет Мерриам занимал должность заведующего отделением политической науки в Чикагском университете, где сформировалась Чикагская школа политических исследований. Многие учёные, впоследствии возглавившие бихевиоралистское течение в политологии, в 1930-е годы являлись студентами его отделения. По словам политолога Габриэля Алмонда, «Общепризнано, что чикагская школа оказала основополагающее влияние на историю современной политической науки, а Чарльз Э. Мерриам общепризнан как основатель и создатель чикагской школы».
Политическая карьера
Мерриам занимался политикой на местном уровне в Чикаго с 1906 года. В 1911 году он безуспешно баллотировался на пост мэра города от Республиканской партии. Его кампанию возглавлял Гарольд Икес. Впоследствии Мерриам участвовал в продвижении Прогрессивной партии в Иллинойсе. На федеральном уровне Мерриам выполнял роль советника при президентах Герберте Гувере и Франклине Рузвельте. Он был одним из самых влиятельных членов Национального Совета по планированию, куда в период Великой депрессии вносил предложения по расширению государства всеобщего благосостояния. Предложения Мерриама получили одобрение Рузвельта, однако оказались в тот период политически нежизнеспособными. Для продвижения иннициатив совета Мерриам рекомендовал Рузвельту создать орган для контроля функционирования исполнительной власти, в результате чего возник Комитет по административному управлению, членом которого впоследствии являлся Мерриам. По рекомендациям комитета в 1939 году был создан Исполнительный офис президента США.

## Известные работы
- История американских политических теорий. Нью-Йорк: MacMillan, 1903.
- Американская партийная система: Введение в изучение политических партий в Соединённых Штатах. Нью-Йорк: MacMillan, 1922.
- Non-Voting: Causes and Methods of Control. Chicago: The University of Chicago Press, 1924.
- Новые аспекты политики. Чикаго: University of Chicago Press, 1925.
- Создание граждан: сравнительное исследование методов гражданского воспитания. Чикаго: The University of Chicago Press, 1931.
- Гражданское образование в США. Нью-Йорк: Scribner, 1934.

### На русском языке
- Мерриам Ч. Новые аспекты политики (фрагменты) / пер. с англ. Самсоновой Т. Н. и Алюшина А. Л.. — Социально-политический журнал, 1996. — С. 163—182.
- Мерриам Ч. Э. Современное состояние изучения политики // Чикагская школа политической мысли (1920–1940-е годы) / под ред. Д. В. Ефременко. — М.: ИНИОН РАН, 2023. — С. 54—65. — ISBN 978-5-248-01071-4.
- Мерриам Ч. Э. Урбанизм // Чикагская школа политической мысли (1920–1940-е годы) / под ред. Д. В. Ефременко. — М.: ИНИОН РАН, 2023. — С. 66—76. — ISBN 978-5-248-01071-4.